# Castello Ōno (Echizen)

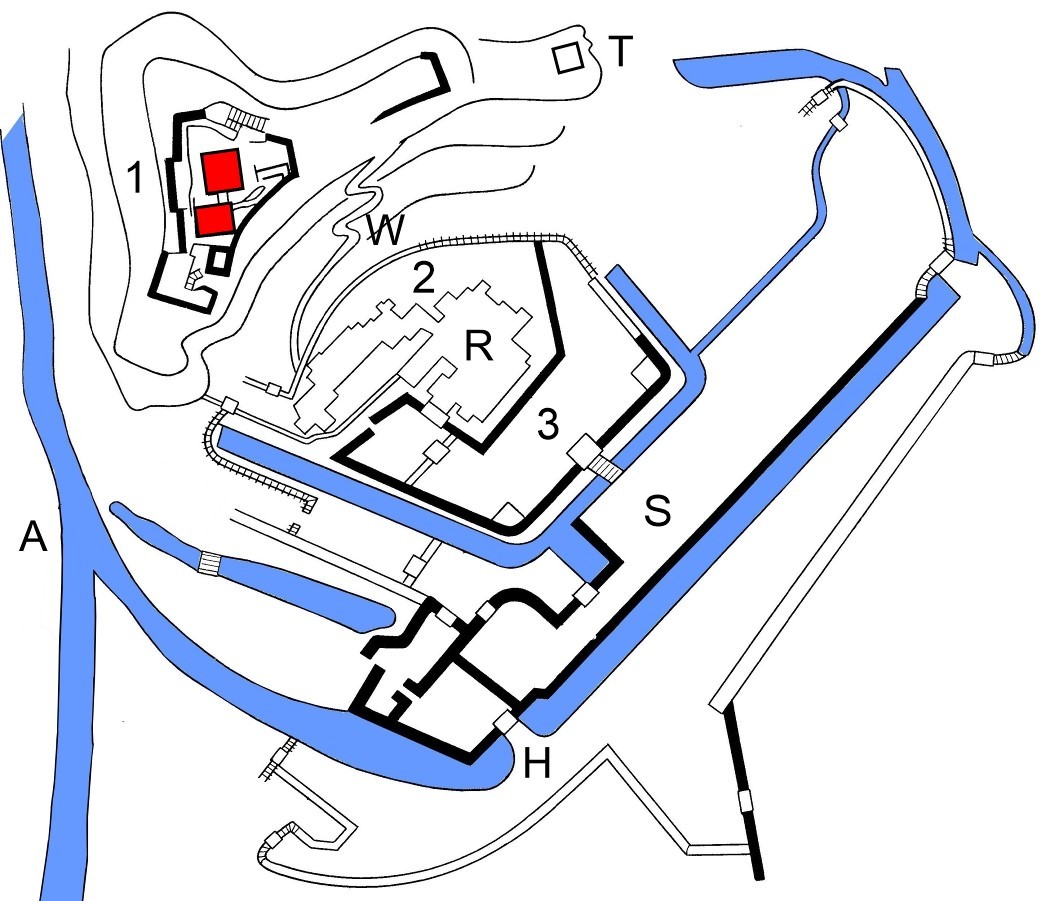
Pianta del castello di Ōno

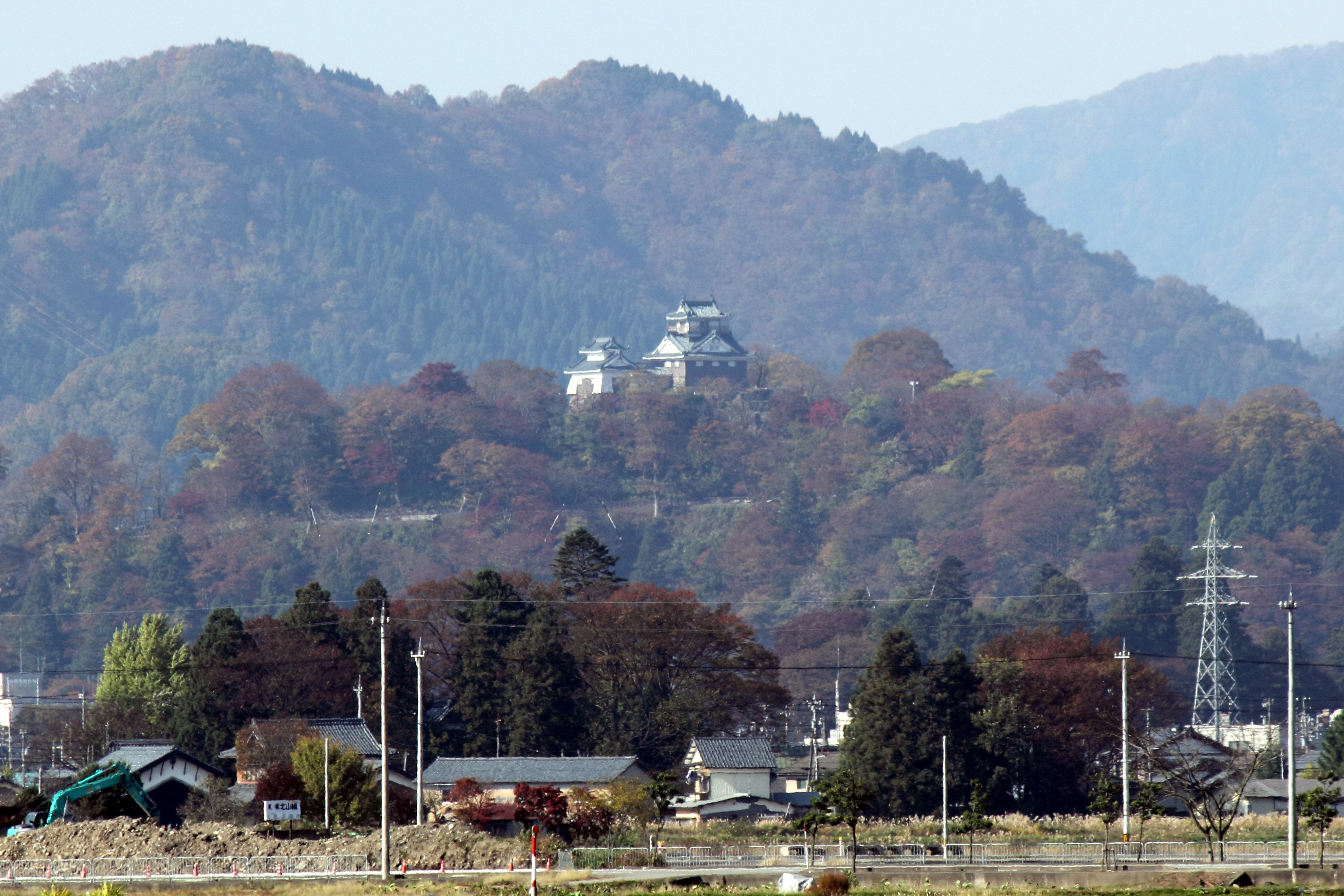
Il castello da lontano

Il Castello Ōno (大野城?, Ōno-jō) era un castello giapponese situato nella città di Ōno (Prefettura di Fukui), nella regione di Hokuriku in Giappone. Costruito nel periodo Sengoku, fu occupato da una successione di daimyō del dominio Ōno sotto lo shogunato Tokugawa del periodo Edo.

## Geografia
Il castello si trova nella provincia di Echizen, nel nord-est della provincia di Echizen, sulla strada principale che collega Echizen alla provincia di Mino. Il castello si trova sulla cima della collina di Kameyama, che si estende da est a ovest per circa 300 metri. Il bastione interno si trova in cima alla collina ed è rinforzato da bastioni in pietra costituiti per lo più da massi naturali non lavorati. Le recinzioni secondarie si trovavano a quote più basse ed erano anche protette da fossati d'acqua.

## Storia
Durante il primo periodo Sengoku, l'area intorno a Ōno era sotto il controllo del clan Asakura; inoltre Ōno era anche una delle principali roccaforti del movimento Ikkō-ikki. Dopo che sia gli Asakura che gli Ikkō-ikki furono annientati da Oda Nobunaga nel 1575, egli affidò l'area al suo generale Kanamori Nagachika sotto il controllo regionale di Shibata Katsuie. Kanamori iniziò la costruzione del castello Ōno utilizzando i progetti coevi, e il castello fu completato già nel 1580.
Kanamori fu successivamente promosso a governatore della provincia di Hida nel 1586, e l'area fu assegnata ad Aoki Kazunori seguito da Oda Hidekatsu di Toyotomi Hideyoshi. Dopo la battaglia di Sekigahara, l'intera provincia di Echizen fu assegnata nel 1601 da Tokugawa Ieyasu al suo secondo figlio, Yūki Hideyasu, come dominio di Fukui. Nel 1624 il Dominio di Fukui fu diviso e il terzo figlio di Yūki Hideyasu, Matsudaira Naomasa, ricevette un feudo di 55.000 koku incentrato su Ōno. Questo divenne il dominio Ōno. Naomasa fu trasferito al Dominio Matsumoto nel 1633 e fu sostituito dal fratello minore Matsudaira Naomoto nel 1635. Naomoto fu poi trasferito nel Dominio Yamagata nel 1644 e fu sostituito dal fratello minore Matsudaira Naoyoshi. Il figlio di Naoyoshi, Matsudaira Naoakira,, fu a sua volta trasferito nel Dominio Himeji nel 1682.
Il dominio fu poi assegnato a un ramo cadetto del clan Doi sotto la guida di Doi Toshifusa. Il clan Doi avrebbe governato Ōno per le successive otto generazioni fino alla Rinnovamento Meiji. Il castello andò a fuoco nel 1775, ma con l'eccezione del mastio fu ricostruito lo stesso anno. Nel corso della sua storia, Ōno soffrì di gravi problemi finanziari; tuttavia, Doi Toshitada (1811-1869) attuò riforme sostanziali e introdusse il rangaku e la tecnologia occidentale. Sebbene fosse un piccolo dominio, Ōno era noto nel periodo di Bakumatsu per il suo esercito occidentalizzato e la sua scuola han.
Dopo il Rinnovamento Meiji, il castello fu abbattuto, con l'eccezione di un paio di porte che furono donate ai vicini templi buddisti, l'area fu utilizzata per edifici governativi.

## Stato attuale
Rimangono alcuni resti dei bastioni di pietra originali e parti del vecchio jōkamachi con le tradizionali case dei samurai e le case dei mercanti. Nel 1968 è stato costruito un finto-donjon per essere utilizzato come museo di storia locale. Il castello è stato inserito nella lista dei 100 castelli giapponesi più importanti nel 2017.